# Y-Love
Yitz Jordan (Baltimore, 5 janvier 1978), connu sous le pseudonyme Y-Love, est un rappeur américain.

## Biographie
Sa mère est portoricaine et son père éthiopien chrétien.
En 2001, il s'installe à Brooklyn et commence à faire des performances comme "Y-Love".
Intéressé par le judaïsme à l'âge de 7 ans, il se convertit à 14 ans et un an plus tard, entre à la yechiva de Jérusalem. Il est juif orthodoxe jusque 2012, année durant laquelle il fait son coming out.

## Albums
- Count It (Sefira), 2008
- This Is Babylon, 2008